# Munster (Irlanda)
Munster (en irlandés: An Mhumhain) es la más meridional de las provincias históricas de la isla de Irlanda. Se compone de los seis condados de Clare, Cork, Kerry, Limerick, Tipperary y Waterford. La población censada en 2011 era de 1.246.088 habitantes.
El nombre de la provincia deriva del dios celta Muma. Antaño estuvo dividido en tres reinos: Ormond al este, Desmond al sur y Thomond al norte.
Las tres coronas de la bandera representan estos tres reinos. Esta bandera se puede confundir fácilmente con la bandera de Dublín que tiene tres castillos en un patrón similar en un fondo azul.
En 1841, justo antes de la gran hambruna, había casi 3 millones de personas viviendo en la provincia de Munster, pero la población disminuyó radicalmente a causa de la emigración que comenzó en el año 1840 y continuó hasta los años 1980.
Durante 30 días en la guerra civil irlandesa, la provincia de Munster se declaró independiente del estado libre irlandés y estableció la República de Munster, oponiéndose a la aceptación del tratado Anglo-Irlandés. La república de Munster estaba destinada a durar poco tiempo y fue sometida posteriormente por las fuerzas armadas del Estado Libre Irlandés
Munster es también el nombre del dialecto del idioma irlandés que tiene origen en esta parte de la isla.

## Historia

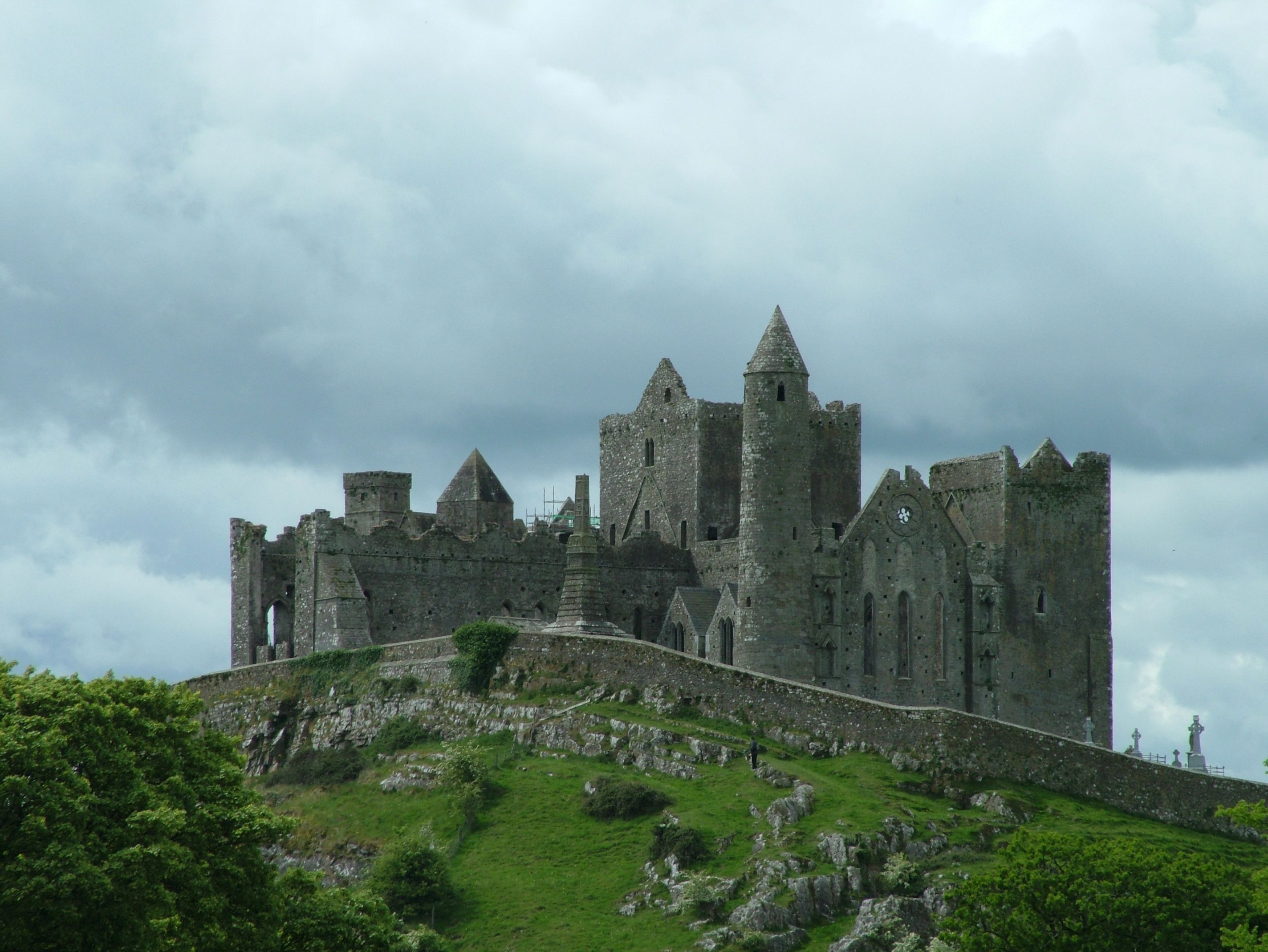
La Roca de Cashel que fue el asentamiento tradicional de los reyes de Munster.

Al igual que las otras provincias de Leinster y Úlster, el nombre completo en inglés incorpora el gaélico irlandés original, junto con el Normando sufijo "-ster", que se relaciona con el "terre" del francés moderno, que significa "tierra". Por tanto, Munster sería la "tierra de Mun".
En los años precristianos, Munster sería dominado por los Iverni y posteriormente por Cú Roí que aparece referenciado en el Ciclo de Ulster de la mitología irlandesa.
En las divisiones utilizadas antes de la llegada de los normandos, la provincia fue dividida en dos, Thomond al norte y Desmond al sur, con la frontera que atraviesa las montañas Slieve Luachra. Durante siglos las dinastías de Munster han pertenecido a Eoghanachta - después de adquirir apellidos tales como MacCarthy, O'Sullivan y O'Connell - lucharon guerras intermitentes con los Reyes Supremos de Leinster, y con los O'Brien. Después de la llegada de los normandos su poder menguó y las familias normandas Butler y FitzGerald dominaron el norte y sur de la provincia, respectivamente.
En 1569, James Fitzmaurice Fitzgerald un noble católico y primo del Conde de Desmond lanzó una rebelión en Munster como protesta contra Isabel I de Inglaterra por la reconquista de la isla, contando con la ayuda de la corte de Felipe II de España y unos seiscientos hombres. Fitzgerald se rinde en 1573 y parte hacia Francia dos años después. En 1579 retorna junto a otra rebelión y setecientos soldados, empleando pancartas con lemas papales logra que varios señores de la región se unan a su causa, sin embargo, Fitzgerald es asesinado un mes más tarde.
Aparte de las grandes ciudades de Cork, Waterford y Limerick, en el siglo XIX Munster es todavía una región predominantemente rural, con una amplia variación en la prosperidad de las zonas relativamente fértiles y ricas del sur de Tipperary y el este de Cork, a los niveles de subsistencia desnudos a lo largo de la costa atlántica en el sur del Condado de Kerry y en el oeste de Cork. Fueron estas últimas áreas que más sufrieron el hambre y la gran despoblación emigrante que siguió.

«Y con la ayuda de la santa madre de Dios lo haremos de nuevo (...) nuestros puertos que están vacíos, Queenstown, Kinsale, Galway, la Bahía de Blacksod, Ventry en el reino de Kerry, Killybegs (...). Y lo hará de nuevo, dice él, cuando el primer barco de guerra irlandés se vea desafiando las olas con nuestra propia bandera en primer plano, ninguna de las arpas de tu Enrique Tudor, no, la bandera más antigua a flote, la bandera de las provincias de Desmond y Thomond, tres coronas en un campo azul, los tres hijos de Milesius».
 Extracto del Ulises de James Joyce.

## Geografía
El monte Carrantuohill en el Condado de Kerry es el más alto de toda Irlanda con una altitud de 1041 metros sobre el nivel del mar. El segundo punto más alto también se encuentra en Kerry y es el monte Beenkeragh con una altitud de 1010 metros sobre el nivel del mar.

### Ciudades

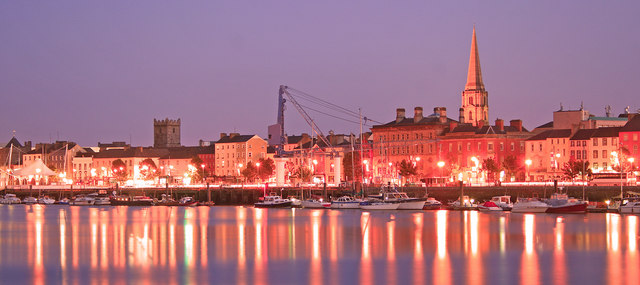
La ciudad de Waterford por la noche.

- Cork es la capital y la ciudad más grande de Munster, tiene una población de 119.230 (2011) y un área metropolitana de 399.216.
- Otras ciudades importantes son Limerick 91.456 (2011) y Waterford 51.519 (2011).

#### Grandes poblaciones
- Ennis (34,204)
- Tralee (22,190)
- Clonmel (16,910)
- Carrigaline (16,664)*
- Killarney (16,931)
- Mallow (11,195)
- Cobh (12,887)*
- Midleton (10,336)*
- Thurles (8,987)
- Tramore (8,799)
- Newcastle West (5,915)

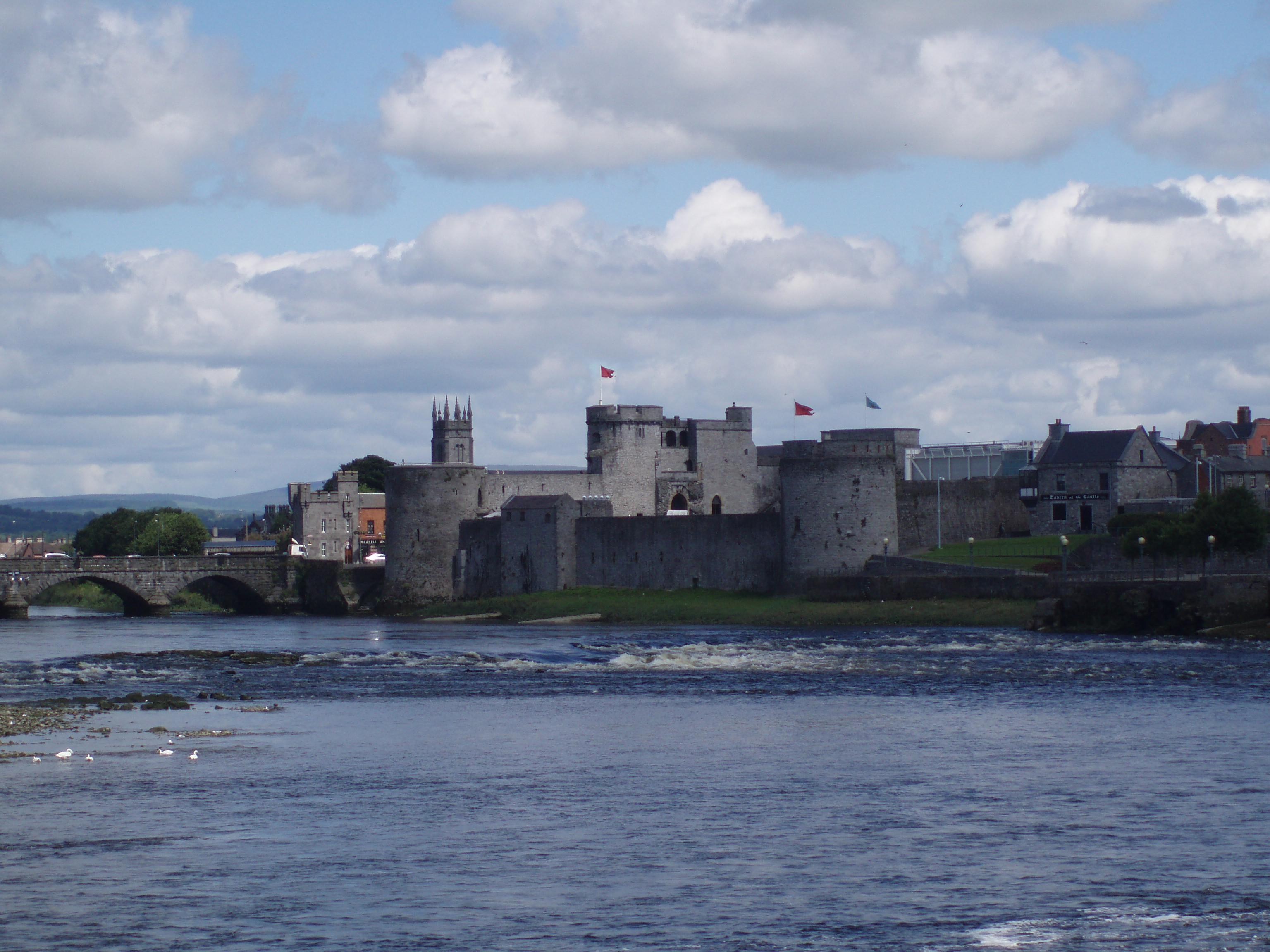
El castillo del Rey Juan en Limerick.

(*) Pueblos dentro del área metropolitana de Cork

## Economía
La provincia de Munster contribuye en una cantidad superior a 35.000 millones euros (US$44.5bn) al PNB irlandés (2002) (mayor que el PNB de Irlanda del Norte). Las siguientes son algunas de las empresas más importantes en la región: AOL, Bausch y Lomb, Dell, Amazon, Motorola, Amgen, Pfizer, Vistakon, cristal de Waterford, computadoras de Apple, Novartis, O2, Siemens, Sony. La provincia continúa desempeñando un papel cada vez mayor en la industria biofarmacéutica y está luchando con Suiza y con Singapur en la dura competencia por las inversiones internas en el área biofarmacéutica, tales como Amgen y Pfizer. Munster está creciendo como uno de los centros más importantes de tecnologías de la información y de la comunicación de Irlanda, fuera de Dublín, con multinacionales tales como Apple, Amazon y Dell localizando sus operaciones en la provincia.

## Aeropuertos internacionales
- Aeropuerto Internacional de Shannon
- Aeropuerto de Cork
- Aeropuerto de Kerry

## Lengua irlandesa
La lengua irlandesa se habla como primera lengua en Gaeltachtaí (áreas de habla irlandesa):
- en el oeste de Kerry (Corce Dhuibhne).
- en el sur de Kerry (Uíbh Ráthach).
- en el oeste de Cork (Múscraí).
- en el sudoeste de Cork (Oileán Cléire).
- en el sudoeste de Waterford (Gaeltacht na Rinne o Gaeltacht na nDeise).

La lengua irlandesa en Munster, como en el resto de Irlanda, también está aumentando fuera del Gaeltachtaí. En los últimos treinta años, ha habido un aumento grande en la cantidad Gaelscoileanna (escuelas de idiomas irlandesas) de afuera del Gaeltachtaí. Como en Dublín y en Belfast, ahora hay una mini “ciudad urbana” de Gaeltacht dentro de Cork, aunque no tiene la misma calidad idiomática.